# 巴里坤哈萨克自治县
巴里坤哈萨克自治县（羅馬化：Barköl Qazaq avtonomïyalıq awdanı；維吾爾語：باركۆل قازاق ئاپتونوم ناھىيىسى‎，拉丁维文：Barköl Qazaq Aptonom Nahiyisi），簡稱巴里坤縣，又名鎮西縣，是中华人民共和国新疆维吾尔自治区哈密市所辖的一个自治县。東鄰伊吾縣，南鄰伊州區，西鄰木壘縣，面积36947平方公里，人口約7萬人，主要有哈萨克、汉、蒙古等民族。巴里坤縣因巴里坤湖而得名，即“虎湖”之意。自治县人民政府驻巴里坤镇。

## 歷史
今巴里坤为古时蒲类国的属地，在连绵的漢匈戰爭期間，前72年汉宣帝派赵充国为蒲类将军，联同乌孙袭匈奴。后北魏、柔然与高车长期争夺蒲类草原。唐景龙四年（710年），派伊吾军3000人在甘露川筑城（今大河古城，位于巴里坤大河镇东头渠村），贞观十四年（640年）建蒲类县，属伊州。元代属别失八里行省东境，始称巴尔库勒。明代属瓦剌和硕特部。清康熙三十六年（1697年）哈密内附，雍正九年（1731年）建巴尔库勒城，置安西同知，雍正十三年（1735年）将地名汉字改为“巴里坤”。乾隆二十五年（1760年）置巴里坤直隶厅。乾隆二十七年（1762年），巴里坤设置提督府。乾隆二十九年（1764年）改为巴里坤镇标，乾隆三十七年（1772年），在巴里坤再筑兵城，乾隆三十八年（1773年）设镇西府。巴里坤是清朝前期平定准噶尔的区域性指挥中心，建立迪化城之后巴里坤的地位被其取代。清咸丰五年（1855年）裁府改设镇西直隶厅。同治十三年（1874年），左宗棠平剿阿古柏，以镇西为大军的兵站、粮站。大批陕西、甘肃民众迁入镇西，镇西逐渐成为军事重镇，1883年以后，阿勒泰等地的哈萨克族牧民陆续迁入。民国二年（1913年）撤厅设镇西县。民国二十三年（1934年）划归哈密行政区。1954年年初恢复巴里坤县名，后成立巴里坤哈萨克自治区，施行区域自治，隶属于哈密县。1955年，改巴里坤哈萨克自治区为巴里坤哈萨克自治县。2017年10月，巴里坤哈萨克自治县正式退出中國國家級貧困縣。

## 地理
巴里坤哈萨克自治县地处亚欧大陆腹地，总面积3.84万平方公里，其中山地、戈壁2.55万平方公里，占全县总面积的66%。地势东南高，西北低，平均海拔1650米。南部是巴里坤山，中部是莫钦乌拉山，北部是北塔山。巴里坤山位于县境南沿，为天山山脉东段，绵延县境内160多公里，平均海拔3300米，最高峰是奎苏西南的月牙山，海拔4308.3米。在海拔3600米以上的山峰，终年积雪，分布着大量的冰川。巴里坤县中部是天山支脉莫钦乌拉山，莫钦乌拉山由西北向东南延伸，中部高，西部低，全长70公里，海拔在2800-3200米之间。最北部是阿爾泰山脈余脈北塔山，屬东准噶尔断块山系，县境段東西長170多公里，平均海拔在2000米左右。有湿地134万亩。林地122.7万亩，森林覆盖率1.45%，野生植物有500多种，野生动物有马鹿、雪豹、野驴、黄羊、野猪、狼、沙狐、松貂、旱獭、雪鸡、鹌鹑、鹰、隼等百余种。
巴里坤县域水资源总量5.59亿立方米，其中地表径流量3.57亿立方米、地下水资源量2.02亿立方米。主要依靠高山冰川融水和大气降水补给。目前水资源开发利用总量年均1.86亿立方米，其中地表水1.23亿立方米、地下水0.63亿立方米。全县有大小河流46条，年径流量2.12亿立方米，较大的河流有西黑沟、东黑沟、红山口沟、柳条河，年径流量合计0.72亿立方米。河流主要集中在巴里坤盆地四周山区，流向巴里坤湖，多為季节性河流，水量小，流程短，渗漏大，多数河流出山口后很快就渗入地下。巴里坤湖為鹹水湖，總面積約113平方千米。巴里坤境内分布有大小泉水556处，可用于农牧业生产的有45处。巴里坤的冰川共有15条，分布在县境南部的巴里坤山北坡，发育较多小规模的冰斗冰川、悬冰川，在山顶准平原上发育有平顶覆盖冰川，冰川面积8.64平方千米，冰储量3.51亿立方米。
巴里坤县矿产资源现已探明煤、石油、芒硝、黄金、膨润土等30余种。煤炭资源主要分布在三塘湖煤田和西部煤田，其中三塘湖煤田儲量585亿吨，西部煤田儲量312亿吨。芒硝净储量4893万吨，主要分布在巴里坤湖，是全国三大硫化碱生产基地之一，市场份额占全国的25%。石油主要分布在三塘湖盆地，预测油气资源儲量9.3亿吨，已探明石油儲量5.7亿吨、天然气儲量100亿立方米。巴里坤三塘湖风区属新疆九大风区之一，年均风速8.2米/秒，年有效风速小时数达7344小时，满负荷发电2300多小时，技术开发量达到4897万千瓦，目前风电装机容量45万千瓦，并网发电35千瓦，累计发电8.89亿度。
巴里坤哈萨克自治县属温带大陆性冷凉干旱气候区，平均海拔1650米，冬季严寒，夏季凉爽，光照充足，四季不分明。年均气温1℃，极端最高气温35℃，极端最低气温-43.6℃。无霜期98～104天。年降水量仅220毫米左右，蒸发量1638毫米。空气干燥，大气透明度好，云量遮蔽少，日照充足，光能资源丰富，全年日照时数3170小时，是全国日照时数最多的地区之一，其中三塘湖盆地全年日照时数达3350小时以上。

## 人口
民族结构比率
2000年第五次人口普查，巴里坤哈萨克自治县常住总人口85964人，其中巴里坤镇12552人、博尔羌吉镇443人、萨尔乔克乡4472人、海子沿乡6229人、下涝坝乡5273人、大河乡17842人、奎苏乡10018人、石人子乡7531人、花园乡6504人、三塘湖乡1403人、大红柳峡乡2915人、八墙子乡1458人、兵团红山农场6533人、兵团红星一牧场2791人。全县登记常住户数22257户，登记常住人口85964人，其中男性44068人，女性41896人，农业人口68857人。
2010年第六次人口普查，巴里坤哈萨克自治县常住总人口75442人，其中巴里坤镇14313人，博尔羌吉镇1797人，大河镇9784人，奎苏镇6635人，萨尔乔克乡3662人，海子沿乡5297人，下涝坝乡4335人，石人子乡4757人，花园乡4942人，三塘湖乡1953人，大红柳峡乡3388人，八墙子乡2037人，良种繁育场367人，黄土场开发区2109人，兵团红山农场10066人。全县登记常住户数27236户，登记常住人口75442人，其中男性40038人，女性35404人，农业人口50775人。
| 民族     | 人口（人） | 百分数 |
| -------- | ---------- | ------ |
| 总人口   | 102,564    | 100%   |
| 汉族     | 64,506     | 62.89% |
| 哈萨克族 | 35,876     | 34.98% |
| 蒙古族   | 1,505      | 1.47%  |
| 其他     | 677        | 0.66%  |

2020年末，根據全國第七次人口普查結果顯示：全县常住人口为65531人。

## 政治
巴里坤哈萨克自治县下辖5个镇、7个乡：
巴里坤镇、博尔羌吉镇、大河镇、奎苏镇、三塘湖镇、萨尔乔克乡、海子沿乡、下涝坝乡、石人子乡、花园乡、大红柳峡乡、八墙子乡、良种繁育场和黄土场开发区。
1954年4月2日，原巴里坤縣第一屆人民代表大會召開，籌備成立民族自治縣。10月1日，自治縣正式成立。首屆人民政府主席為扎里甫（哈薩克族），副主席為王培錦（漢族）；人民政府委員會，由張志寬等十九人組成，委員中，哈薩克族十人、漢族七人、蒙古族和維吾爾族各一人。
| 縣長     | 民族     | 籍貫     | 任期      |
| -------- | -------- | -------- | --------- |
| 扎里甫   | 哈薩克族 | 巴里坤縣 | 1952-1957 |
| 木哈買什 | 哈薩克族 | 巴里坤縣 | 1957-1965 |
| 依加汗   | 哈薩克族 | 巴里坤縣 | 1965-1974 |
| 賽提哈吉 | 哈薩克族 | 巴里坤縣 | 1974-1978 |
| 克木里江 | 哈薩克族 | 尼勒克縣 | 1978-1984 |
| 方向明   | 漢族     | 巴里坤縣 | 1984-1987 |
| 热里杰甫 | 哈薩克族 | 伊寧縣   | 1987-1990 |
| 吐尔逊   | 哈薩克族 | 巴里坤縣 | 1990-1993 |
| 努尔恰里 | 哈薩克族 | 巴里坤縣 | 1993-2007 |
| 斯德克   | 哈薩克族 | 阜康縣   | 2007-2009 |

## 經濟
巴里坤经济以资源型工业、农牧业和旅游业为主，1996年被自治区确定为牧业县。有天然草场2866万亩，可利用草场1998万亩，其中优质割草场18万亩，主要特產牲畜有巴里坤马、巴里坤双峰驼、新疆褐牛、巴里坤哈萨克肉用羊、巴里坤绒山羊、阿尔泰大尾羊等，其中巴里坤“力坤”牌牛羊肉、马铃薯获中國国家“绿色食品”认证。巴里坤有可耕地50.4万亩，其中基本农田36.6万亩，每年实播30万亩左右，主要农产品有马铃薯、大路菜、大麦、小麦、晚熟哈密瓜等，中草药有雪莲、肉苁蓉、甘草、麻黄、薄荷、益母草、枸杞等。从20世纪60年代起修建水庫的为鱼类生长提供了良好的环境，2010年巴里坤有养鱼的水面面积256.33公顷，主要鱼类为鲤鱼和鲫鱼。但是水温低，鱼类越冬期长，生长期较短。巴里坤湖中的大量卤虫是优质的鱼类饵料。主要工业产品有煤炭、风电、芒硝、硫化碱、原油、黄金等。
2019年，巴里坤哈萨克自治县地区生产总值78.6806億元，第一产业增加值10.0353億元，第二产业增加值43.5177億元，一般公共预算收入5.8506億元，一般公共预算支出21.3990億元。城乡居民可支配收入分别达到32387元、14758元，实现规模以上工业增加值30亿元。种植小麦26.13万亩、食葵1.5万亩、露地蔬菜8000亩、马铃薯4500亩，农作物优良品种覆盖率达98%；黄牛冷配改良6094头，改良率达75%；出栏各类牲畜43.51万头，商品率达85.7%。全年风电发电量55亿千瓦时，农产品加工企业实现产值1.09亿元，实现网络购买额2795万元、销售额1138万元，分别增长67%、74%。全年接待游客200万人次，实现旅游收入5亿元，税款入库1.19亿元。

## 文化
巴里坤哈萨克自治县有国家重点文物保护单位大河古城，自治区重点文物保护单位岳公台—西黑溝遺址群、巴里坤故城遺址和2007年中国十大考古新发现之一的东黑沟遗址，唐代、清代修建的延绵200多公里的29座烽燧遺址，东汉年间的任尚碑、巴里坤鸣沙山、巴里坤草原以及巴里坤湖和数以万计的岩画等文物。现有国家4A级景区3处，分别是巴里坤古城景区、高家湖湿地景区和巴里坤湖景区。
巴里坤特色小吃主要包括新疆非物质文化遗产巴里坤土席八大碗在内的扒肉、羊肉焖饼子、土火锅、野蘑菇炖土鸡、臊子面、蒸饼、烤肉、烤羊排、焖肉、蒸肉、手抓肉、包尔沙克、马肉纳仁、抓饭、奶茶等。特色野菜主要有椒蒿、沙葱、野山菌、苣苣菜、野芥菜等。
清乾隆三十八年（1773年），镇西府设教授衙门，宜禾县设教育衙门，在汉城西街文庙创立学宫，办义学。咸丰五年（1855年），镇西厅设学政衙门，在汉城东街文昌宫创立松峰书院。光绪三十二年（1906年），原文庙的学宫改设初等学堂。光绪三十四年（1908年）改初等学堂为镇西厅两等学堂。民國初年将县城7所学堂、学塾合并为镇西县国民学校。1950年有小学15所，共有学生1232人。1951年10月，在东、西牧区各增设5个帐篷小学，招收牧区学生335人。2010年，有小学25所，初级中学6所，高级中学2所，2005年，巴里坤哈萨克自治县九年义务教育制学校由41所调整合并为29所。目前全县有中小学31所，其中小学21所、高中1所、完全中学1所、九年一贯制学校8所。

## 交通
- 335国道过境。
- 京新高速公路过境。

1939年，修建哈密经松树塘至镇西县的简易公路。2002年将其由巴里坤县向西延伸至阜康，称为哈阜线，即省道303线。1956年，巴里坤县运输站成立，开通來往哈密的客运班车。20世纪80年代，对农村公路开始改扩建，20世纪90年代开始县城到乡镇的公路基本通畅。2010年，全县省道里程達209千米。2021年5月20日，京新高速巴里坤段全线贯通。